# Österreichischer Thymian
Der Österreichische Thymian oder Österreich-Quendel (Thymus glabrescens, früher Thymus odoratissimus, auch "Kahlblatt-Quendel") ist eine Pflanzenart aus der Gattung der Thymiane (Thymus) in der Familie der Lippenblütler.
Nach R. Govaerts ist der gültige Name Thymus odoratissimus Mill. (Syn.: Thymus glabrescens Willd. non Benth.)

## Beschreibung
Der Österreichische Thymian ist ein kleiner Strauch, dessen kriechende Stängel meist in terminalen Blütenständen enden. Die blütentragenden Stängel sind meist 5 bis 15 (selten bis 30) cm lang und mehr oder weniger krautig, aufrecht bis aufsteigend. Meist sind sie komplett behaart, basale Blattbüschel fehlen. Die Laubblätter sind meist breiter als 1,5 mm. Sie sind elliptisch-lanzettlich bis umgekehrt eiförmig, an der Spitze meist abgerundet, krautig und an der Basis bewimpert. Zumindest die unteren Laubblätter sind gestielt. 
Die Blütenstände sind kugelförmig oder unterbrochen, die untersten Scheinwirtel stehen oftmals von den restlichen getrennt. Die Tragblätter gleichen den Laubblättern. Der Kelch ist (selten nur 3,5 bis) 4 bis 5 mm lang, die Kronröhre ist ähnlich lang wie die Oberlippe. Die oberen Zähne sind meist etwas länger als breit und bewimpert. 
Die Chromosomenzahl beträgt 2n = 56.

## Vorkommen und Standorte
Die Art kommt im Südosten Europas und im Osten Mitteleuropas vor, reicht örtlich im Westen auch bis in den Südosten Frankreichs.
In Österreich tritt die Art in den Bundesländern Burgenland, Wien und Niederösterreich besonders im pannonischen Gebiet auf Trockenrasen und Felssteppen der collinen Höhenstufe zerstreut auf.